# Villa Castagneto-Caracciolo

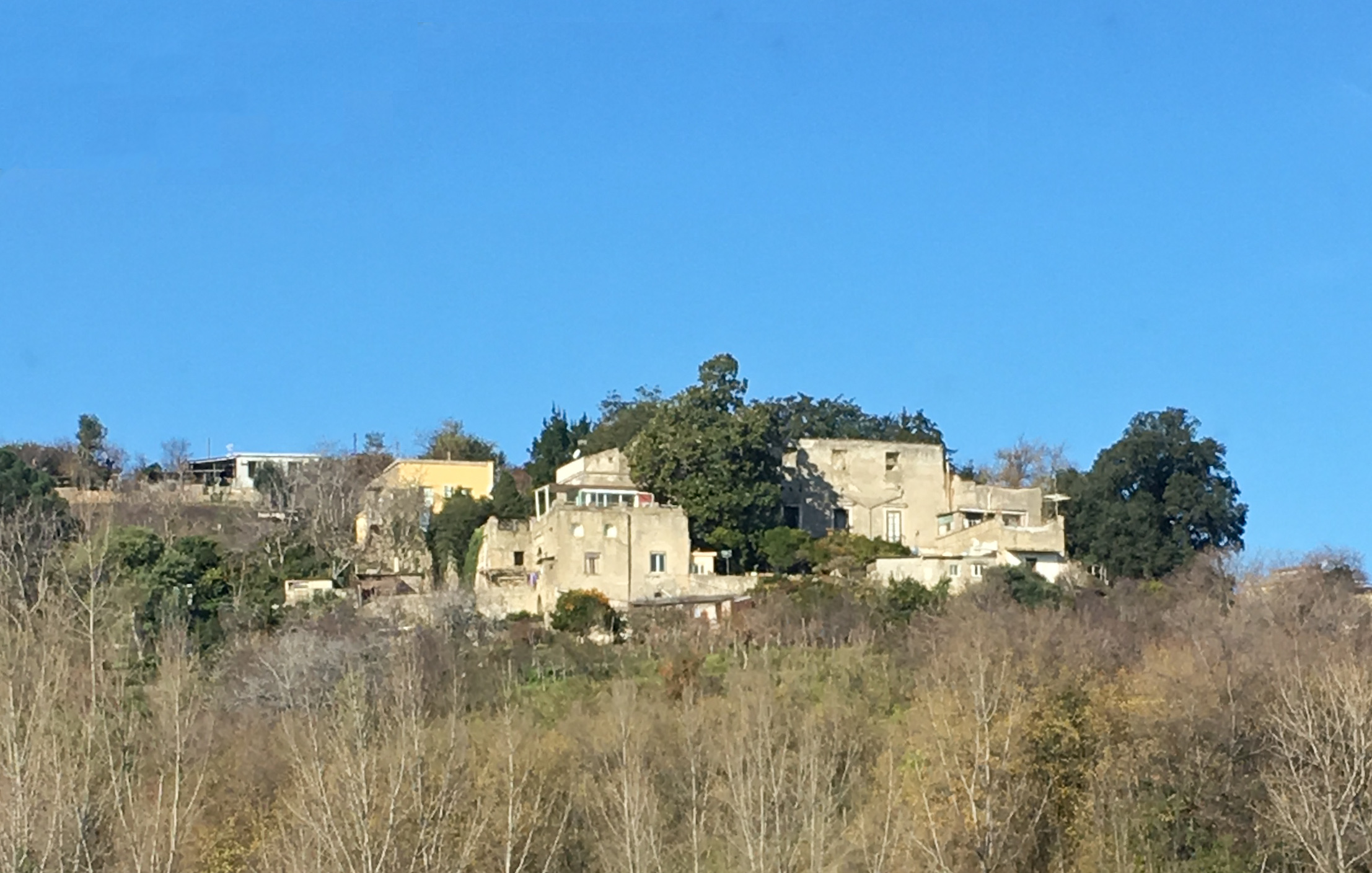
Villa Castagneto-Caracciolo in Neapel, Südfassade mit Belvedere

Die Villa Castagneto-Caracciolo (früher Villa Regina Madre) ist ein verfallenes Landhaus aus dem 18. Jahrhundert auf dem Scudillo-Hügel, südlich der Colli Aminei, im Viertel Arenella von Neapel in der italienischen Region Kampanien. Es liegt am Ende der Via del Serbatoio.

## Geschichte und Beschreibung
Das vollständig aus Tuffstein erbaute Haus ließ der Herzog Francesco Caracciolo, ein bekannter Admiral aus der Familie des Heiligen Franz von Carácciolo, der in seiner Karriere auch an der Seite des bekannten Admirals Horatio Nelson kämpfte, bauen. Später fiel es an den Prinzen von Castagneto, Nicola Caracciolo.
Es taucht auf der Landkarte des Herzogs von Noja aus dem 18. Jahrhundert als Casino di Villa mit offenem Hof auf. Die Auffahrt von Sanità zum Scudillo-Hügel (die heutige Via del Serbatoio) endet direkt vor dem Empfangssalon, der an den südlichen Hof der Villa, der sich nach Südosten öffnet, grenzt. Neben dem Gebäude liegt ein Garten, der in regelmäßige Quadranten aufgeteilt ist.
Der Bau einer neuen Straße in die heutigen Colli Aminei hat die Aufteilung der Villa verändert: Der Hof wurde zu einem Belvedere mit außergewöhnlicher Aussicht zur Reggia di Capodimonte, zur Certosa di San Martino, zum historischen Stadtzentrum, über den ganzen Golf von Neapel und zum Vesuv, während der Haupteingang auf die Gartenseite verlegt wurde. Auf der Stadtkarte von Neapel aus den Jahren 1872–1880 dehnte sich der Garten um die gesamte Villa aus, bis zum Belvedere, der nach dem romantischen Zeitgeschmack gestaltet war. Dank seiner idealen Lage, von der aus man großartig die berühmten Sehenswürdigkeiten der Hauptstadt von Kampanien betrachten kann, gilt die Villa Castagneto-Caracciolo als einer der besten Aussichtspunkte von Neapel.
Während des Zweiten Weltkrieges musste das Landhaus zahlreiche Bombardements über sich ergehen lassen, deren Spuren heute noch sichtbar sind. Ursprünglich war das Haus mit zwei Türmen und einem obersten Geschoss, das heute eingestürzt ist, ausgestattet, sowie mit einem weitläufigen königlichen Garten, der von zahlreichen Kutschen durchquert wurde, einem Keller mit einer alten Weinpresse, zahlreichen Schlafgemächern und Küchen. Es gab dort auch eine Privatkapelle des Prinzen, die heute profaniert, aber an der Bogenarchitektur und dem Kreuz am Boden noch erkennbar ist. Heute, Anfang des 21. Jahrhunderts, befindet sich das Landhaus fast schon im Zerfallszustand einer Ruine.
Der Garten zeigt eine sehr große Zahl von Pflanzenarten, darunter auch einen über hundert Jahre alten Magnolienbaum und eine beträchtliche Anzahl von herzblättrigen Mittagsblumen und Edelkastanien (Castanea sativa), wovon sich der Name des Landhauses ableitet.

## In der Kunst
Der Panoramablick von der Villa aus ist in vielen Kunstwerken verewigt, darunter auf dem Gemälde Napoli dalla Conocchia von Giacinto Gigante, das im Museo di Capodimonte ausgestellt ist, und auf dem Gemälde von Salvatore Fergola mit dem Titel Napoli dalla Conocchia di Capodimonte, das man im Palazzo Reale findet.

## Bildergalerie

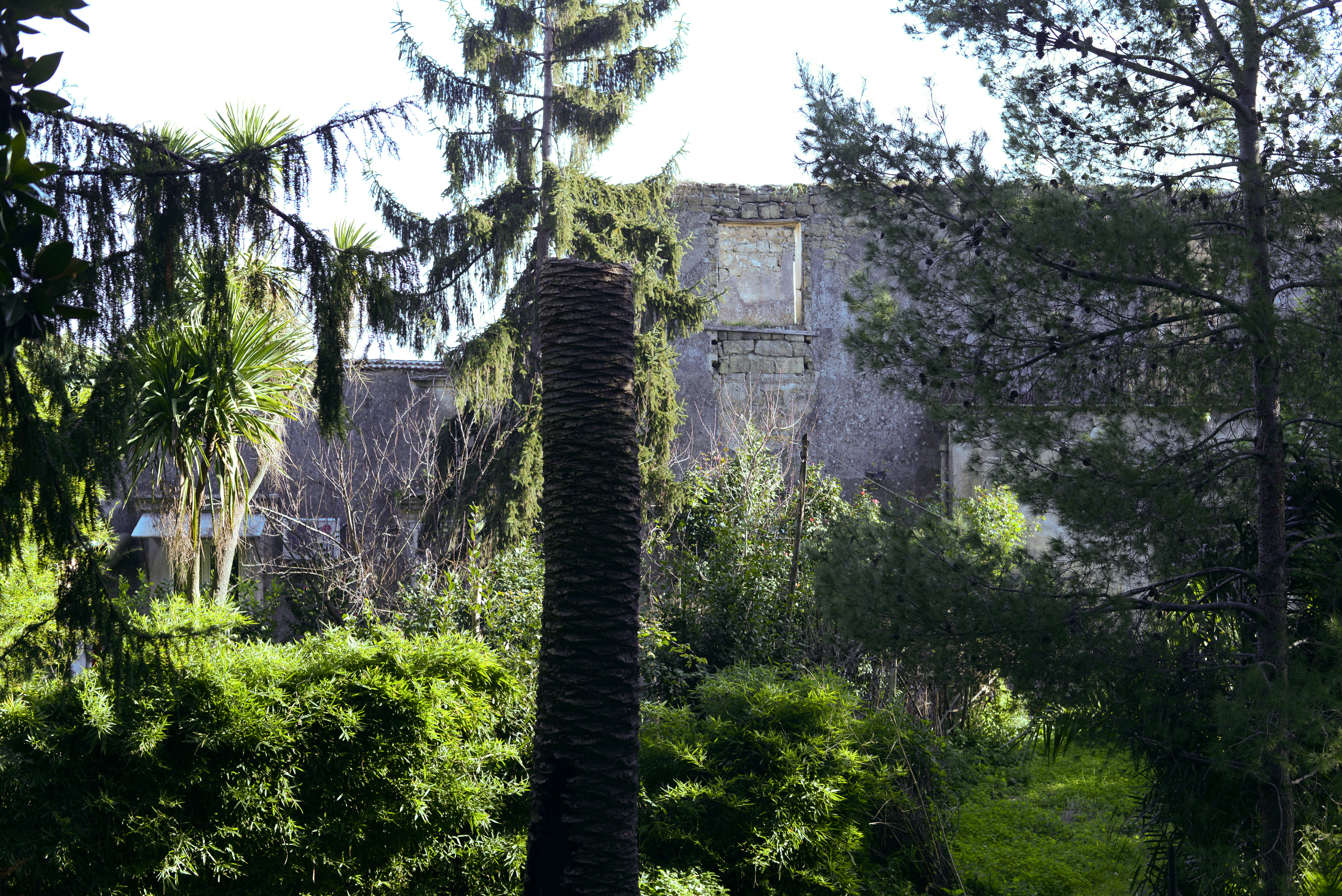
Der Garten
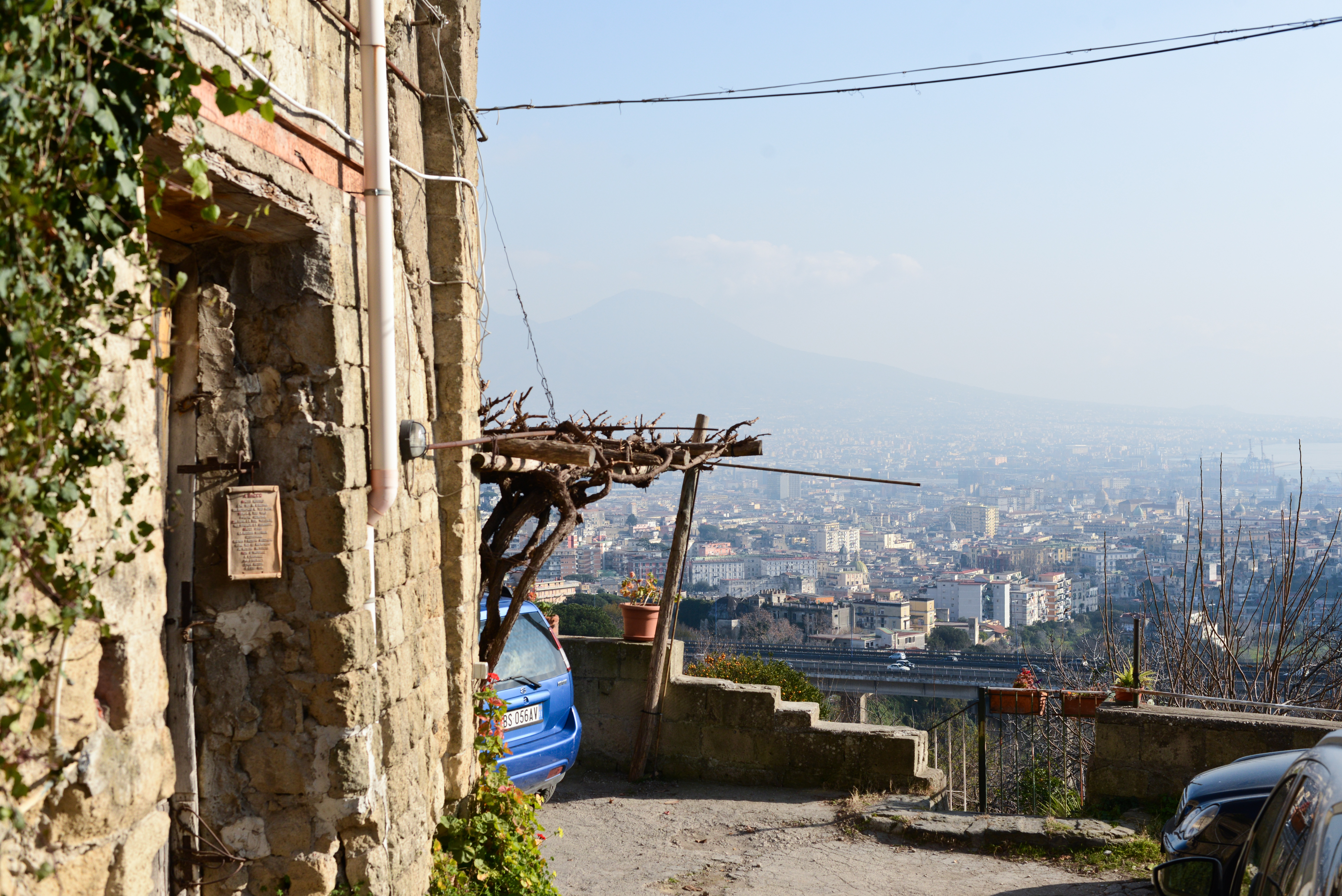
Panoramablick über die Stadt
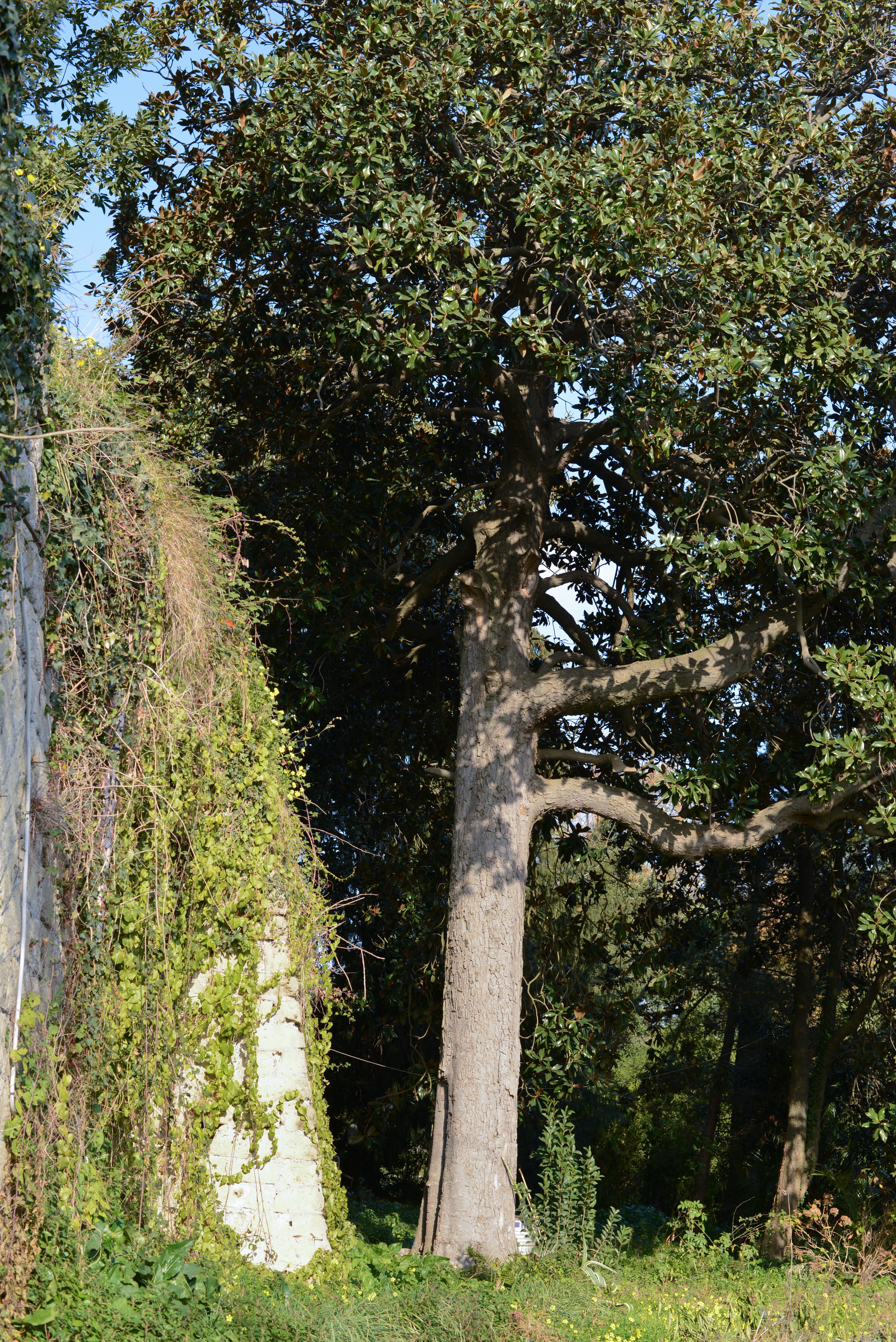
Die über hundertjährige Magnolie